# Ocnaea maculatus
Ocnaea maculatus är en tvåvingeart som först beskrevs av Evert I. Schlinger 1968.  Ocnaea maculatus ingår i släktet Ocnaea och familjen kulflugor. Inga underarter finns listade i Catalogue of Life.